# Auguste de Senarclens de Grancy
Auguste de Senarclens de Grancy, né à Étoy le 19 août 1794 et mort à Jugenheim le 3 octobre 1871, est un aristocrate suisse au service de Louis II de Hesse. Amant de Wilhelmine de Bade, il passe pour être le père biologique de ses quatre derniers enfants, Marie qui épousera le tsar Alexandre II de Russie et le prince Alexandre de Hesse, fondateur de la maison de Battenberg et ancêtre du roi Charles III du Royaume-Uni.

## Origines familiales
Auguste Louis de Senarclens de Grancy est né le 19 août 1794 au château d'Étoy dans le canton de Vaud. Il est le fils aîné de César de Senarclens de Grancy (1763-1836), colonel d'un régiment suisse au service du roi de France et d'Élisabeth de Loriol (1773-1846).
Il a deux frères et quatre sœurs : Louise-Catherine (1796-1857), Henriette (1797-1822), Henri (1803), Adolphe-Guillaume (1805-1863), Angletine (1808-1894) et Madeleine (1811-1843).

## Biographie
Il commence une carrière militaire assez jeune. Le 25 mai 1815, à peine âgé de 21 ans, il est nommé aide de camp du grand-duc héritier Louis de Hesse et écuyer de la grande-duchesse héritière, née Wilhelmine de Bade. Le couple ne s'entend guère et, la succession étant assurée par la naissance de deux fils en 1806 et 1809, vit séparément sous le même toit. Auguste devient assez rapidement l'amant de Wilhelmine. 
Le 13 juin 1820, il est nommé major dans l'armée hessoise. Le grand-duc héritier achète pour lui le château de Heiligenberg, non loin de Jugenheim. Dès cette acquisition, Wilhelmine ne vit plus à la cour de Darmstadt mais à Heiligenberg, avec son amant. Il semble donc qu'Auguste de Senarclens de Grancy soit le père biologique des quatre enfants nés après 1820 :
- Élisabeth de Hesse (1821-1826) ;
- une fille, née et morte en 1822 ;
- Alexandre de Hesse-Darmstadt (1823-1886), marié morganatiquement en 1851 avec Julia von Hauke, princesse de Battenberg (1825-1895), dont postérité ;
- Marie de Hesse-Darmstadt (1824-1880), mariée en 1841 avec l'empereur Alexandre II de Russie (1818-1881), dont postérité..

Cependant, Louis ne conteste pas sa paternité et ces enfants restent donc légalement les siens et membres de la Maison de Hesse. Le 14 octobre 1825, Auguste est promu au grade de lieutenant-colonel. 
En avril 1830, à l'occasion de son intronisation comme grand-duc de Hesse, Louis l'élève au grade de colonel. Wilhelmine meurt le 27 janvier 1836, Louis le fait chambellan. En 1842, il devient grand-écuyer puis maréchal de camp en 1858.

## Mariage et descendance
Le 15 novembre 1836, il épouse Louise von Otting-Fünfstetten (1810-1876). Ils ont six enfants :
- Wilhelmine de Senarclens de Grancy, sans alliance (1837-1912) ;
- Louis de Senarclens de Grancy, chambellan du grand-duc de Hesse (1839-1910), marié en 1870 avec Amalie Low von und zu Steinfurt (1852-1936), dont cinq enfants, tous sans descendance  ;
- Marie de Senarclens de Grancy (1840-1908) ;
- Henri (1845-1850) ;
- Albert de Senarclens de Grancy, chambellan et aide de camp du grand-duc de Hesse, général-major prussien (1847-1901), marié en 1878 avec la baronne Antoinette Wilhelmine de Senarclens de Grancy (1852-1914), sa cousine, dont postérité ;
- Constance de Senarclens de Grancy (1852-1933), mariée en 1881 avec Karl Friedrich von Oertzen (1844-1914), ministre du cabinet de Weimar, dont postérité[1].

## Décorations
- Grand-croix de l'ordre du Mérite civil de Bavière (1833) ;
- Commandeur de première classe (1837) puis grand-croix (1865) de l'ordre de Louis de Hesse ;
- Grand-croix de l'ordre de Philippe le Magnanime de Hesse (1843).

## Ancêtre des Battenberg
De fait, Auguste de Senarclens de Grancy serait l'ancêtre probable de plusieurs têtes couronnées européennes, dont la dernière impératrice de Russie (1872-1918), la reine Louise de Suède (1889-1965), le roi d'Espagne. Alexandre de Hesse est le fondateur de la maison de Battenberg, dont les membres font des mariages prestigieux, grâce notamment à la bienveillance de la reine Victoria, et dont une branche devenue britannique, les Mountbatten, donne plusieurs hauts dignitaires, comme l'amiral Mountbatten ou le duc d'Edimbourg, père du roi Charles III du Royaume-Uni.